# Nederland op het Eurovisiesongfestival 1981
Nederland nam deel aan het Eurovisiesongfestival 1981 in Dublin. Het was de 26ste deelname van het land op het Eurovisiesongfestival. De NOS was verantwoordelijk voor de Nederlandse bijdrage.

## Selectieprocedure
Het Nationaal Songfestival werd op 11 maart 1981 gehouden in het Theater Zuidplein in Rotterdam. De show werd gepresenteerd door Fred Oster en Elles Berger.
In totaal deden vijf artiesten mee aan deze nationale finale, die elk twee liedjes mochten brengen.
De winnaar werd gekozen door 12 jury's, die elk 10 punten mochten verdelen over de liedjes.
| Volgorde | Artiest        | Lied              | Punten | Plaats |
| -------- | -------------- | ----------------- | ------ | ------ |
| 1        | Lucy Steymel   | Een nieuw begin   | 8      | 5=     |
| 2        | Lucy Steymel   | Stap voor stap    | 8      | 5=     |
| 3        | Maribelle      | Marionette        | 27     | 2      |
| 4        | Maribelle      | Fantasie          | 23     | 3      |
| 5        | Ben Cramer     | Retour            | 3      | 8      |
| 6        | Ben Cramer     | Marianne          | 0      | 10     |
| 7        | The Familee    | Sim sa la bim     | 2      | 9      |
| 8        | The Familee    | Festival          | 9      | 4      |
| 9        | Linda Williams | Het is een wonder | 34     | 1      |
| 10       | Linda Williams | Zo is het leven   | 6      | 7      |

## In Dublin
Nederland moest tijdens het Eurovisiesongfestival als elfde aantreden, voorafgegaan door Spanje en gevolgd door Ierland. Op het einde van de puntentelling bleek dat Linda Williams op de negende plaats was geëindigd met een totaal van 51 punten. 
België had 2 punten over voor het Nederlandse lied.

### Gekregen punten
| 12 punten | 10 punten | 8 punten                               | 7 punten                         | 6 punten              |
| --------- | --------- | -------------------------------------- | -------------------------------- | --------------------- |
|           |           |                                        | - Denemarken - Portugal - Spanje | - Verenigd Koninkrijk |
| 5 punten  | 4 punten  | 3 punten                               | 2 punten                         | 1 punt                |
| - Turkije | - Israël  | - Duitsland - Griekenland - Oostenrijk | - België - Cyprus - Frankrijk    |                       |

### Punten gegeven door Nederland
Punten gegeven in de finale:
| 12 punten | Verenigd Koninkrijk |
| 10 punten | Ierland             |
| 8 punten  | Cyprus              |
| 7 punten  | Israël              |
| 6 punten  | Frankrijk           |
| 5 punten  | Finland             |
| 4 punten  | Spanje              |
| 3 punten  | Duitsland           |
| 2 punten  | Denemarken          |
| 1 punt    | Zwitserland         |

1956 · 1957 · 1958 · 1959 · 1960 · 1961 · 1962 · 1963 · 1964 · 1965 · 1966 · 1967 · 1968 · 1969 · 1970 · 1971 · 1972 · 1973 · 1974 · 1975 · 1976 · 1977 · 1978 · 1979 · 1980 · 1981 · 1982 · 1983 · 1984 · 1985 · 1986 · 1987 · 1988 · 1989 · 1990 · 1991 · 1992 · 1993 · 1994 · 1995 · 1996 · 1997 · 1998 · 1999 · 2000 · 2001 · 2002 · 2003 · 2004 · 2005 · 2006 · 2007 · 2008 · 2009 · 2010 · 2011 · 2012 · 2013 · 2014 · 2015 · 2016 · 2017 · 2018 · 2019 · 2020 · 2021 · 2022 · 2023 · 2024 · 2025